# Trofeo Mundial por equipos de patinaje artístico sobre hielo de 2009
El Trofeo Mundial por equipos de 2009 fue una competición de patinaje artístico sobre hielo celebrada en Tokio, Japón, del 16 al 19 de abril de 2009, al final de la temporada 2008/2009. Los seis países que obtuvieron los mejores resultados de la temporada fueron seleccionados para tomar parte en la competición. Cada país participó con ocho patinadores: dos en las disciplinas de patinaje individual femenino y masculino, y sendas parejas en patinaje en parejas y danza sobre hielo. Los países participantes fueron Estados Unidos, Canadá, Japón, Francia, Rusia y China. La Federación de Patinaje de Japón pagó el total de premios en metálico, que ascendieron a un millón USD, de los que doscientos mil USD fueron para el país ganador.

## Resultados

### Equipos
| Clasificación | Medallas | País           | Puntos |
| ------------- | -------- | -------------- | ------ |
| 1             | Oro      | Estados Unidos | 60     |
| 2             | Plata    | Canadá         | 54     |
| 3             | Bronce   | Japón          | 50     |
| 4             |          | Francia        | 37     |
| 5             |          | Rusia          | 35     |
| 6             |          | China          | 34     |

### Patinaje individual masculino
|    | País           | Nombre             | Puntos | Programa corto | Programa libre | Puntos por equipo |
| -- | -------------- | ------------------ | ------ | -------------- | -------------- | ----------------- |
| 1  | Estados Unidos | Evan Lysacek       | 238,56 | 2              | 1              | 12                |
| 2  | Francia        | Brian Joubert      | 237,09 | 1              | 3              | 11                |
| 3  | Japón          | Nobunari Oda       | 229,25 | 3              | 4              | 10                |
| 4  | Canadá         | Patrick Chan       | 217,98 | 9              | 2              | 9                 |
| 5  | Estados Unidos | Jeremy Abbott      | 205,05 | 5              | 5              | 8                 |
| 6  | Canadá         | Vaughn Chipeur     | 198,91 | 6              | 6              | 7                 |
| 7  | Rusia          | Serguéi Voronov    | 196,70 | 4              | 8              | 6                 |
| 8  | Japón          | Takahiko Kozuka    | 190,93 | 10             | 7              | 5                 |
| 9  | China          | Jialiang Wu        | 183,86 | 8              | 10             | 4                 |
| 10 | Francia        | Florent Amodio     | 182,32 | 7              | 11             | 3                 |
| 11 | China          | Chao Yang          | 177,94 | 11             | 9              | 2                 |
| 12 | Rusia          | Konstantin Menshov | 165,21 | 12             | 12             | 1                 |

### Ladies
| Clasificación | País           | Nombre            | Puntos | Programa corto | Programa libre | Puntos por equipo |
| ------------- | -------------- | ----------------- | ------ | -------------- | -------------- | ----------------- |
| 1             | Japón          | Mao Asada         | 201,87 | 1              | 1              | 12                |
| 2             | Canadá         | Joannie Rochette  | 182,16 | 2              | 2              | 11                |
| 3             | Estados Unidos | Caroline Zhang    | 175,68 | 4              | 3              | 10                |
| 4             | Estados Unidos | Rachael Flatt     | 171,81 | 5              | 4              | 9                 |
| 5             | Japón          | Miki Ando         | 167,52 | 3              | 6              | 8                 |
| 6             | Rusia          | Aliona Leonova    | 161,40 | 6              | 5              | 7                 |
| 7             | Canadá         | Cynthia Phaneuf   | 135,65 | 7              | 9              | 6                 |
| 8             | China          | Yan Liu           | 135,41 | 10             | 7              | 5                 |
| 9             | China          | Binshu Xu         | 133,26 | 8              | 8              | 4                 |
| 10            | Francia        | Candice Didier    | 126,46 | 9              | 10             | 3                 |
| 11            | Francia        | Gwendoline Didier | 113,87 | 12             | 11             | 2                 |
| 12            | Rusia          | Katarina Gerboldt | 112,03 | 11             | 12             | 1                 |

### Pairs
| Clasificación | País           | Nombre                            | Puntos | Programa corto | Programa libre | Puntos por equipo |
| ------------- | -------------- | --------------------------------- | ------ | -------------- | -------------- | ----------------- |
| 1             | China          | Zhang Dan / Zhang Hao             | 193,82 | 1              | 1              | 12                |
| 2             | Rusia          | Yuko Kavaguti / Aleksandr Smirnov | 185,15 | 2              | 2              | 11                |
| 3             | Canadá         | Jessica Dubé / Bryce Davison      | 164,12 | 4              | 3              | 10                |
| 4             | Estados Unidos | Caydee Denney / Jeremy Barrett    | 158,24 | 3              | 4              | 9                 |
| 5             | Francia        | Vanessa James/ Yannick Bonheur    | 128,79 | 5              | 6              | 8                 |
| 6             | Japón          | Narumi Takahashi / Mervin Tran    | 125,91 | 6              | 5              | 7                 |

### Ice dance
| Clasificación | País           | Nombre                             | Puntos | Danza original | Danza libre | Puntos por equipo |
| ------------- | -------------- | ---------------------------------- | ------ | -------------- | ----------- | ----------------- |
| 1             | Estados Unidos | Tanith Belbin / Benjamin Agosto    | 162,98 | 1              | 1           | 12                |
| 2             | Canadá         | Tessa Virtue / Scott Moir          | 156,71 | 2              | 2           | 11                |
| 3             | Francia        | Nathalie Péchalat / Fabian Bourzat | 150,63 | 4              | 3           | 10                |
| 4             | Rusia          | Jana Jojlova / Serguéi Novitski    | 149,45 | 3              | 4           | 9                 |
| 5             | Japón          | Cathy Reed / Chris Reed            | 120,23 | 5              | 5           | 8                 |
| 6             | China          | Xintong Huang / Xun Zheng          | 110,40 | 6              | 6           | 7                 |